# UN-Sonderberichterstatter für Palästina
Die Stelle des Sonderberichterstatters zur Menschenrechtssituation in den seit 1967 besetzten palästinensischen Gebieten wurde 1993 vom UN-Menschenrechtsrat geschaffen, um die Menschenrechtssituation in den nach dem Sechstagekrieg 1967 durch Israel besetzten palästinensischen Gebiete zu beobachten.

## Geschichte
Der Nahostkonflikt um die Region Palästina, der zu Beginn des 20. Jahrhunderts zwischen Juden und Arabern seinen Ausgang nahm, führte zu acht Kriegen zwischen dem 1948 gegründeten Staat Israel und einigen seiner Nachbarstaaten (israelisch-arabischer Konflikt) sowie zu zahlreichen bewaffneten Auseinandersetzungen zwischen Israelis und Palästinensern (Israelisch-Palästinensischer Konflikt).
Nach dem Sechstagekrieg 1967 besetzte Israel die Sinai-Halbinsel (Rückgabe an Ägypten im Rahmen des Israelisch-ägyptischen Friedensvertrags), den Gaza-Streifen, die syrischen Golanhöhen sowie Ostjerusalem und das Westjordanland, die unter jordanischer Herrschaft standen. Der UN-Sicherheitsrat bestätigte in der Resolution 242 den Völkerrechtsgrundsatz, der den Erwerb von Territorien durch Krieg für unzulässig erklärt, und forderte Israel zum Abzug aus den besetzten Gebieten auf. Israel begann damit, die besetzten Gebiete im Westjordanland zu besiedeln, hierbei wurden rund 250.000 Menschen aus ihren Wohngebieten vertrieben. Die 1994 als Teil des Gaza-Jericho-Abkommens zwischen der PLO und Israel eingerichtete Palästinensische Autonomiebehörde ist nur durch internationale Unterstützung lebensfähig, von der Kooperation mit Israel vielfältig abhängig und in vielen Bereichen dysfunktional. Die Menschenrechte der palästinensischen Bevölkerung sind in vielen Aspekten bedroht.

## Das UN-Mandat
1993 schuf der UN-Menschenrechtsrat das Mandat für den Sonderberichterstatter für die Menschenrechtssituation in den besetzten palästinensischen Gebieten durch seine Resolution E/CN.4/1993/24. Seither wird es regelmäßig verlängert.
Die Sonderberichterstatterin hat die Aufgabe, Informationen von allen relevanten Akteuren zu sammeln, die Menschenrechtssituation in den palästinensischen Gebieten zu beurteilen und Empfehlungen für Verbesserungen abzugeben. Diese werden in jährlichen Berichten an den Menschenrechtsrat und die UN-Generalversammlung zusammengetragen. Die Sonderberichterstatterin soll die palästinensische Autonomiebehörde bei der Erfüllung ihrer Menschenrechtsverpflichtungen und auch die Zivilgesellschaft bei der Wahrnehmung ihrer Rechte beraten und unterstützen. Sie ist keine Mitarbeiterin der Vereinten Nationen, sie wird von der UN mit einem unabhängigen Mandat beauftragt, für das ein Verhaltenskodex des UN-Menschenrechtsrats gilt. Der unabhängige Status der Mandatsträgerin ist für die unparteiische Wahrnehmung ihrer Aufgaben wesentlich. Die Amtszeit eines Mandats ist auf maximal zweimal drei Jahre begrenzt.

## Amtsinhaber
- René Felber  Schweiz 1993–1995
- Hannu Halinen  Finnland 1995–1999
- Giorgio Giacomelli  Italien 1999–2001
- John Dugard  Südafrika 2001–2008
- Richard A. Falk  Vereinigte Staaten 2008–2014
- Makarim Wibisono  Indonesien 2014–2016
- Michael Lynk  Kanada 2016–2022
- Francesca Albanese  Italien seit 2022

## Publikationen (Auswahl)
- A/HRC/59/23: From economy of occupation to economy of genocide - Report of the Special Rapporteur on the situation of human rights in the Palestinian territories occupied since 1967 (Advance edited version), 16. Juni 2025
- A/79/384: Report of the Special Rapporteur on the situation of human rights in the Palestinian territories occupied since 1967, Francesca Albanese - Genocide as colonial erasure, 1. Oktober 2024